# Juan Uña Gómez
Juan Uña Gómez (Maguilla, provincia de Badajoz, 17 de julio de 1838 – 1909) fue un pedagogo, abogado y político español del equipo fundador de la Institución Libre de Enseñanza, padre de Juan Uña Shartou y abuelo de Guillermo y Juan Uña y Díaz-Pedregal. Profesor y rector de la ILE y activista intelectual de la revolución de 1868, su gestión fue decisiva en la materialización en 1900 del Ministerio de Instrucción Pública y Bellas Artes.

## Biografía
Hijo de Josefa Gómez y Francisco Uña, al quedar huérfano con 12 años fue enviado al seminario de San Atón, en Badajoz. Sin vocación para el sacerdocio, se trasladó a Madrid en 1857, en cuya universidad se licenció en Filosofía y Letras, completando más tarde su formación en la Universidad de Salamanca con el doctorado en Leyes, y diplomándose luego en la Escuela Superior Diplomática. En el campus madrileño fue, como alumno de Julián Sanz del Río, compañero de Francisco Giner de los Ríos, Nicolás Salmerón, Gumersindo Azcárate, Rafael María de Labra, Segismundo Moret y Alfonso Moreno Espinosa.
Uña Gómez fue profesor en el Instituto Cardenal Cisneros, y por oposición ocupó una plaza de archivero en el Ministerio de Asuntos Exteriores. En 1865 fue fundador y editor de la revista La Enseñanza (revista general de Instrucción Pública y particular de Archivos y Bibliotecas).
Diputado por Llerena de septiembre de 1872 a marzo de 1873, con el gobierno de la Primera República ocupó la Dirección General de Instrucción Pública, dependiendo del ministro de Fomento, que supuso radicales –aunque efímeras– mejoras en la educación pública, desde el aumento de sueldos para los maestros hasta un programa de construcción de centros escolares, en especial institutos de bachillerato. En colaboración con Giner reorganizó los planes de estudios de Filosofía y Letras.
Tras el periodo retrógrado provocado por el decreto Orovio, y dentro del programa de rehabilitación emprendido por el gobierno de Sagasta fue nombrado en 1882 miembro del Consejo de Instrucción Pública.
Crítico y traductor, fue académico numerario de la Real Academia de Jurisprudencia, diputado segundo del Colegio de Abogados de Madrid y miembro honorario de varias Sociedades Económicas de Amigos del País, además de presidente honorario del Centro Extremeño en Madrid.
También es importante reseñar su vida familiar. Casado con Carmen Sarthou y Lera tuvieron dos hijas, Carmen e Isabel y un hijo, Juan. Todos se emparentarán con familias de la Institución formando uno de sus troncos más firmes. Murió en Madrid en 1909 a los setenta y un años de edad.

## Reconocimientos
Tiene una pequeña calle dedicada en Badajoz, capital, y una avenida en Maguilla, su pueblo natal. y una fundación pedagógica lleva su nombre desde 1997.